# Milntown
Milntown is een gehucht op het eiland Man. Het ligt ten zuiden van de A3 Castletown - Ramsey en bestaat uit het landgoed Milntown met het landhuis Milntown House, Miltown Cottage en Milntown Bridge.

## Milntown House en Milntown Bridge
Kort achter Sky Hill ligt Milntown House, de voormalige residentie van de familie Christian, waarvan ook Fletcher Christian, de leider van de muiterij op de Bounty, deel uitmaakte. Milntown Bridge ligt naast de oprijlaan naar het landhuis en overspant de River Sulby. De familie Christian verhuisde rond het begin van de 16e eeuw naar Ramsey en delen van Milntown House dateren uit die periode. In de 17e eeuw werden verbouwingen en uitbreidingen uitgevoerd. Na die periode verhuisde de familie naar Cumberland en werd het huis verhuurd. In 1830 keerde rechter John Christian echter terug in het huis. Hij liet het verbouwen tot de staat waarin het tegenwoordig verkeert. Na het overlijden van William Bell Christian in 1886 had zijn weduwe Vio er met haar twee dochters Rita en May een privéschool en later een hotel. In 1947 werd het weer een woning toen Charles Peel Yates het kocht.
Milntown House is nu een restaurant, maar er is ook een museum met klassieke automobielen en motorfietsen. De tuinen zijn zes hectare groot en het hele landgoed kan voor evenementen gehuurd worden.

## Isle of Man TT en Manx Grand Prix
De A3 maakt hier ook deel uit van de Snaefell Mountain Course, het stratencircuit dat gebruikt wordt voor de Isle of Man TT en de Manx Grand Prix. Milntown maakte ook al deel uit van de Four Inch Course die van 1908 tot 1922 werd gebruikt voor de RAC Tourist Trophy.

### Circuitverloop

#### Sky Hill
Vlak voor Milntown passeren de coureurs de heuvel Sky Hill (Manx: Scacafell). Deze heuvel is vooral bekend van de Slag bij Skyhill in 1079. In het circuit is het een snelle bocht naar rechts en een iets scherpere bocht naar links, gemarkeerd door lage muren die het weiland aan de linkerkant begrenzen. Hier is het belangrijk de juiste rijlijn vast te houden, want daarmee zijn de ergste oneffenheden in het wegdek te omzeilen. In de linker bocht staat het waarschuwingsbord voor Milntown Cottage.

#### Milntown Cottage (Pinfold Cottage)
Milntown Cottage is een heel klein huisje aan de noordkant van de A3 en wordt ook wel Pinfold Cottage genoemd. De coureurs maken hier een flauwe bocht naar rechts, maar gebruiken de witte puntgevel als herkenningspunt. De weg maakt hier een S-bocht, waarvan de eerste naar rechts gaat. Als de eerste bocht goed wordt aangesneden kunnen ze allebei snel en tot in de jaren zeventig zelfs volgas genomen worden. Dat is belangrijk omdat er een vrijwel recht stuk van een kilometer tot aan School House Corner volgt. De moderne motorfietsen zijn zo snel dat er voor de linker bocht minstens één versnelling teruggeschakeld wordt.

#### Milntown House en Milntown Bridge
Na de bochten van Milntown Cottage rijden de coureurs 200 meter met afwisselende begroeiing langs de weg, waardoor de lichtinval lastig is. Dan gaan ze over Milntown Bridge en langs de inrit van Milntown House. De brug was vroeger bol, een "humb-back bridge", waardoor ze de bijnaam "Milntown Jump" kreeg, maar tegenwoordig is de weg bijna helemaal vlak en is het zelfs moeilijk de brug te vinden. Toch maken de motorfietsen op snelheid hier een klein sprongetje.

#### Gardener's Lane en 23e mijlpaal
Garderner's Lane is een zijweg van de A3 meteen na Milntown Bridge, waar de weg ook een flauwe bocht naar rechts maakt. Het is de stadsgrens van Ramsey. De coureurs blijven hier volgas doorrijden en passeren in de bocht de 23e mijlpaal van de Mountain Course richting School House Corner.

## Gebeurtenissen bij Milntown
- Op 12 juni 1970 verongelukte John Wetherall met een Norton Manx tijdens de Senior TT bij Gardener's Lane.
- Op 28 mei 1975 verongelukte Peter McKinley met een 700 cc Yamaha tijdens de training voor de Isle of Man TT in Milntown.
- Op 4 juni 1975 verongelukte Phil Gurner met een 351 cc Yamaha tijdens de Senior TT in Milntown.
- Op 8 september 1983 verongelukte Alan Atkins met een 350 cc Yamaha tijdens de Senior Race van de Manx Grand Prix.

## Trivia
- Tony Godfrey viel in 1963 bij Milntown tijdens de Lightweight TT en hij werd de eerste klant van de Rescue Helicopter.

(Markante punten in cursief zijn onofficiële punten of worden alleen gebruikt binnen Marshal Sectors)
1e mijl:
TT Grandstand ·
Nobles Park ·
St Ninian's Crossroads ·
Bray Hill ·
Ago's Leap ·
Quarterbridge Road ·
1st Milestone ·
2e mijl:
Wal Handley Memorial Seat ·
Quarterbridge ·
Port-y-Chee Meadow ·
Braddan Bridge ·
Jubilee Oak ·
Braddan Bridge House ·
Braddan Depot ·
Snugborough (Cronk Dhoo) ·
2nd Milestone ·
3e mijl:
Union Mills (Mullen Dhoo, Mwyllin Dhoo Aah, Mullin Doway) ·
Railway Inn ·
Ballahutchin Hill (Elm Bank Hill) ·
3rd Milestone ·
4e mijl:
Ballafreer ·
Glenlough ·
Ballagarey Corner ·
Glen Vine (Glen Darragh) ·
Ballabeg ·
4th Milestone ·
5e mijl:
Crosby ·
Crosby Left (Vicarage Corner) ·
Crosby Cross-Roads ·
5th Milestone ·
6e mijl:
Crosby Hill (Ballaglonney Hill of Halfway Hill) ·
Halfway House (The Waggon & Horses) ·
St Trinian's ·
The Highlander ·
Greeba Verandah ·
Pear Tree Cottage ·
Greeba Castle ·
6th Milestone ·
7e mijl:
Appledene (Shimmin's Corner) ·
Central Valley (Greeba Gap) ·
Greeba Bridge ·
The Hawthorn ·
Knock Breck ·
Gorse Lea ·
7th Milestone ·
8e mijl:
Ballagarraghyn ·
Ballacraine ·
Ballaspur ·
Ballig ·
8th Milestone ·
9e mijl:
Ballig Bridge ·
Doran's Bend ·
Laurel Bank ·
9th Milestone ·
10e mijl
Glen Moar Mill ·
Black Dub ·
Quarter-Distance Marker ·
The Vaish ·
Glen Helen (Glen Rhenass) ·
Sarah's Cottage ·
Creg Willey's Hill ·
10th Milestone ·
11e mijl:
Lambfell Beg ·
Lambfell (Moar) Cottage ·
Cronk-y-Voddy (Cronk-y-Voddy Straight) ·
Cronk-y-Voddy Cross Roads ·
Molyneux's ·
Cronk Bane Farm ·
11th Milestone ·
12e mijl:
Drinkwater's Bend ·
Handley's Corner (Cronk-y-Fedjag, Ballamenagh) ·
12th Milestone ·
13e mijl:
McGuinness's (Shoughlaigue Bridge) ·
Ballaskyr ·
Barregarrow Cross Roads (Cronk Aashen) ·
Barregarrow ·
Little Bray ·
Barregarrow Bottom ·
Cammal Farm ·
Cronk Urleigh ·
13th Milestone ·
14e mijl:
Ballalonna Bridge ·
Westwood Corner ·
Ballakinnag ·
14th Milestone ·
15e mijl:
Douglas Road Corner ·
Glen Wyllin Corner ·
The Mitre ·
Dave Saville Memorial Seat ·
Kirk Michael ·
The White House ·
15th Milestone ·
16e mijl:
Birkin's Bend ·
Rhencullen ·
Bishopscourt ·
Bishopscourt Farm Bends ·
Bishopscourt Straight ·
Orrisdale North ·
16th Milestone ·
17e mijl:
Dub Cottage (Bishop's Dub) ·
Alpine Cottage ·
Balla Cobb ·
17th Milestone ·
18e mijl:
Ballaugh Bridge ·
Ballaugh ·
Gwen's ·
Ballacrye Corner ·
Ballacrye ·
18th Milestone ·
19e mijl:
Quarry Bends ·
Ballavolley ·
Wildlife Park ·
Sulby Straight ·
Half-distance Marker ·
19th Milestone ·
20e mijl:
Sulby ·
Sulby Glen Hotel ·
Sulby Crossroads ·
Sulby Bridge ·
20th Milestone ·
21e mijl:
Ginger Hall ·
Kerrowmoar ·
21st Milestone ·
22e mijl:
Glen Duff ·
Glentramman ·
Temple Corner (Water Through Corner) ·
Glentramman Loop Road ·
Churchtown ·
Caravan ·
22nd Milestone ·
23e mijl:
Lezayre War Memorial ·
Ballakillingan ·
Conker Fields ·
K-tree ·
Sky Hill ·
Milntown Cottage (Pinfold Cottage) ·
Milntown Bridge (Glen Auldyn Bridge) ·
Milntown ·
Gardener's Lane ·
23rd Milestone ·
24e mijl:
Lezayre Road ·
School House Corner (Crossags, Russel's Corner) ·
Parliament Square ·
Queen's Pier Road ·
Ramsey Depot ·
Cruickshanks Corner ·
May Hill ·
24th Milestone ·
25e mijl:
Whitegates ·
Stella Maris ·
Ramsey Hairpin ·
Little Gooseneck ·
Water Works Corner ·
Ballure Reservoir ·
Mountain Section ·
Tower Bends ·
25th Milestone ·
26e mijl:
Gooseneck ·
Joey's (26th Milestone) ·
27e mijl:
Guthrie's Memorial ·
The Cutting ·
27th Milestone ·
28e mijl:
Milligan's Bridge ·
Mountain Mile ·
28th Milestone ·
29e mijl:
Three-Quarter distance marker ·
Mountain Box (East Mountain Gate, East Snaefell Gate) ·
29th Milestone ·
30e mijl:
Casey's (Rice's Corner, George's Folly) ·
Black Hut (Stonebreakers Hut, Shepherd's Hut) ·
John Smyth Memorial Shelter ·
Verandah ·
30th Milestone ·
31e mijl:
Bungalow Bridge ·
Stonebridge ·
Les Graham Memorial ·
Bungalow Bends ·
McIntyre Box ·
Murray's Museum ·
Joey Dunlop Memorial ·
The Bungalow ·
31st Milestone ·
32e mijl:
Hailwood's Rise ·
Hailwood's Height ·
Brandywell (West Mountain Gate, Beinn-y-Phott Gate, Bungalow Gate) ·
Duke's (32nd Milestone) ·
33e mijl:
Windy Corner (Nobles Corner) ·
Nobles Park Road ·
Slieu Lhost Quarry ·
Thirty-Third (33rd Milestone) ·
34e mijl:
Keppel Gate (Clarke's Corner) ·
Kate's Cottage (Shepherd's House) ·
34th Milestone ·
35e mijl:
Creg-ny-Baa (the Keppel Hotel) ·
Gob-ny-Geay (Sunny Orchard) ·
35th Milestone ·
36e mijl:
Brandish Corner (Telegraph Hill, O'Donnell's en Upper Hillberry Corner) ·
Hillberry Corner ·
36th Milestone ·
37e mijl:
Glen Dhoo Farm ·
Hillberry Road ·
Cronk-ny-Mona ·
Johnny Watterson's Lane ·
Signpost Corner ·
Bedstead Corner ·
The Nook ·
37th Milestone ·
38e mijl:
Bemahague ·
Governor's Bridge ·
Governor's Dip ·
Glencrutchery Road ·
38th Milestone